# Uvijek nam ostaje Pariz
Uvijek nam ostaje Pariz (eng. We'll Always Have Paris) je dvadeset i treća epizoda prve sezone američke znanstveno-fantastične serije Zvjezdane staze: Nova generacija. 

## Radnja
Kapetan Picard ponovno susreće staru ljubav. Pri putovanju na Saronu III na odmor, posada Enterprisea doživljava bizarni fenomen ponavljanja trenutka u vremenu. Ubrzo nakon toga brod presreće poziv za pomoć s Vandora IV, gdje je dr. Paul Manheim eksperimentirao s nelinearnim vremenom.

Nakon što su spasili dr. Manheima i njegovu ženu Janice, za koju se uspostavilo da je Picardova prva ljubav, posada saznaje da je doktorov eksperiment osim vremenske distorzije prouzrokovao pukotinu u novu dimenziju. Zbog toga dr. Manheim ubrzano stari jer je njegova neurokemija oštećena konstantnim putovanjima iz jedne dimenzije u drugu.
Da bi spasili Manheimov život i spriječili da propali eksperiment napravi vremenski procjep u galaksiji i izobliči percepciju realnosti, Picard mora smisliti plan zatvaranja prolaza u drugu dimenziju.

Dok Picard pokušava ustanoviti prirodu svoje veze s Janice, a ljubomorna dr. Crusher pokušava se suočiti sa svojim osjećajima prema Picardu, izvidnički tim se spušta na Vandor IV da poprave Manheimovu grešku. Koristeći Manheimov laboratorij i njegovu inteligenciju, Data dodaje određenu količinu antimaterije potrebne da se uravnoteži galaksija. Kada su zatvorili procjep, stanje dr. Manheima se poboljšalo i Picard je uspio prekinuti vezu s Jenice.

## Vanjske poveznice
- Uvijek nam ostaje Pariz na startrek.com  Arhivirana inačica izvorne stranice od 22. srpnja 2009. (Wayback Machine)